# Sensodyne

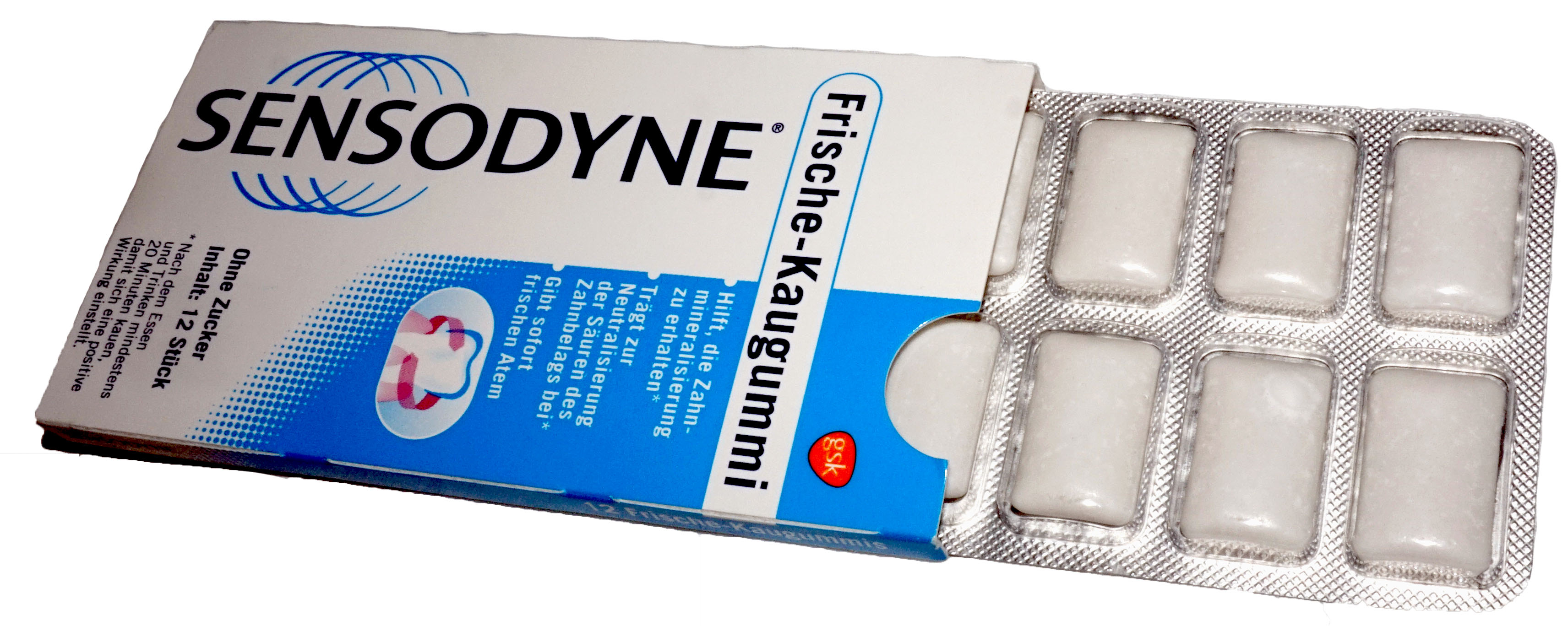
Sensodyne chicles

Sensodyne es una marca de pasta de dientes y cepillo de dientes especializados en hipersensibilidad dental, producida por la empresa GlaxoSmithKline, que adquirió la marca registrada luego de comprar la compañía farmacéutica Block Drug en 2001.
La dentina, el marfil de los dientes, está hecha de túbulos microscópicos y porosos, que en algunas ocasiones queda expuesta a causa de recesión gingival o por gingivitis. Sensaciones como el frío o el calor pueden alcanzar la pulpa dentaria y el nervio, provocando hipersensibilidad dental.
Los iones fluoruro y potasio de Sensodyne bloquean los tubulos, así evitando el dolor provocado por la hipersensibilidad al degustar alimentos fríos o calientes.

## Ingredientes[2]
- Nitrato de potasio
- Fluoruro de sodio
- Cloruro de estroncio
- Acetato de estroncio
- Cloruro de potasio